# Joseph Wiggins
Joseph Wiggins, född 1832 i Norwich, död 1905, var en brittisk kapten och polarfarare. 
Wiggins nådde med sitt fartyg 1875 floden Obs mynning i Norra ishavet. År 1893 nådde han, åtföljd av Alexander Bunge, Jenisejs mynning med några fartyg lastade med handelsvaror och skenor för transsibiriska järnvägen.